# 那智勝浦新宮道路

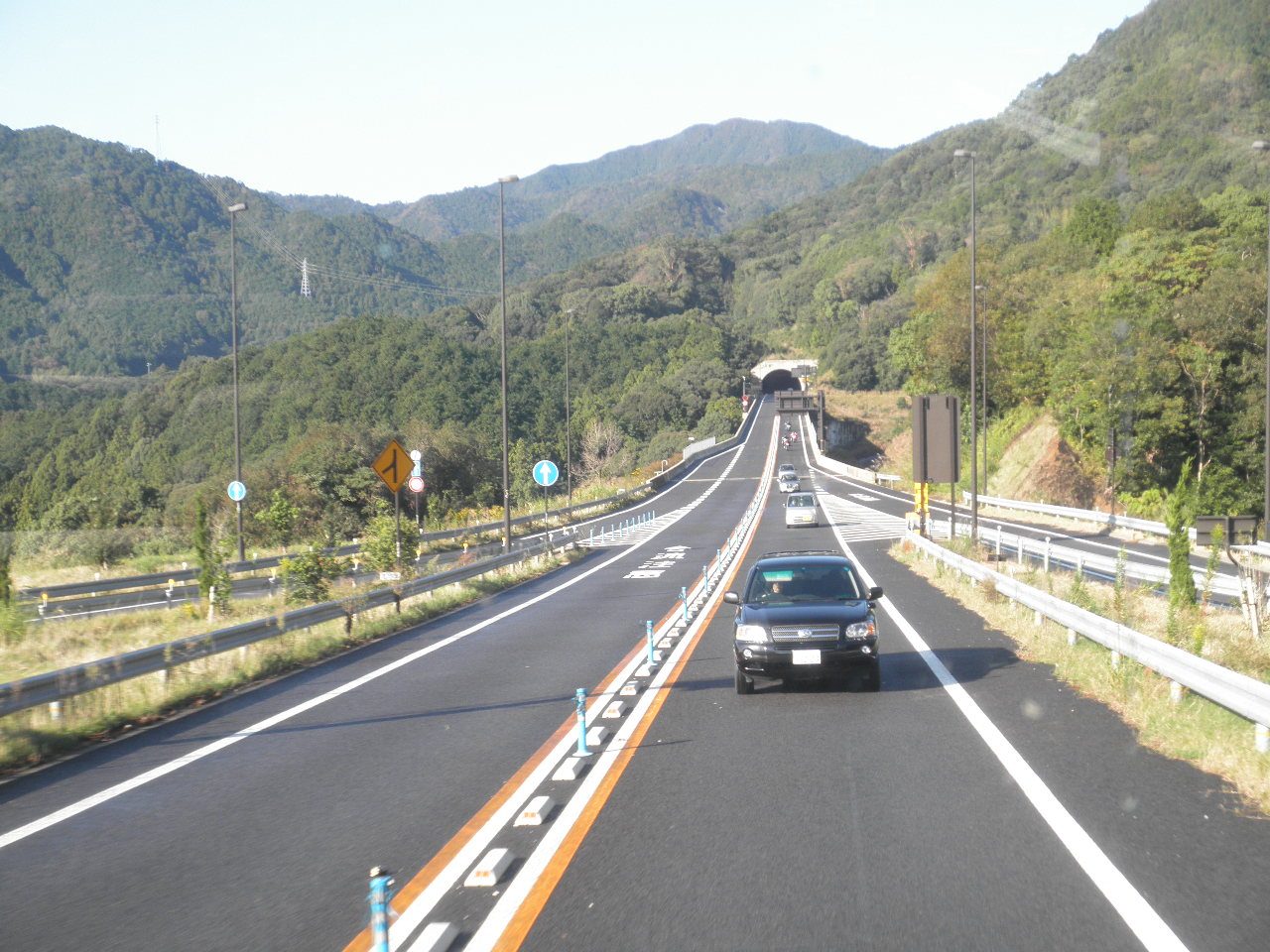
新宮市佐野、左右に見えるのが新宮南ICの那智勝浦方面出入口

那智勝浦新宮道路（なちかつうらしんぐうどうろ）は、和歌山県新宮市三輪崎（新宮市三輪崎出入口）から和歌山県東牟婁郡那智勝浦町市屋（那智勝浦町市屋出入口）を結ぶ自動車専用道路（高規格幹線道路）である。紀勢自動車道に並行する国道42号の自動車専用道路として整備されている。
高速道路ナンバリングによる路線番号は、近畿自動車道紀勢線（勢和多気 - 和歌山）を形成するため「E42」が割り振られている。

## 概要
道路が混雑する（とりわけ行楽シーズンは大渋滞する）新宮市と那智勝浦町のバイパス機能や、災害時における安全な通行路確保を目的とした道路である。1992年に14工区（新宮市三輪崎 - 那智勝浦IC）が事業化され、さらに2006年に13工区（那智勝浦IC - 那智勝浦町市屋）が事業化された。
事業名としては「那智勝浦道路」という名称が使われていた。2008年2月28日に新宮市三輪崎 - 那智勝浦IC間 (8.9 km) の道路名称を「那智勝浦新宮道路」に決定し、残る那智勝浦IC - 市屋間 (6.3 km) についても全線開通の公表の際に「那智勝浦新宮道路」となることが公表された。
2019年11月より順次、正面衝突事故対策としてワイヤーロープ式防護柵の設置が行われている。

### 路線データ
- 起点 : 和歌山県新宮市三輪崎
- 終点 : 和歌山県東牟婁郡那智勝浦町市屋
- 路線延長 : 15.2 km
- 道路規格 : 第1種第3級
- 設計速度 : 80 km/h
- 車線数 : 暫定2車線（完成4車線）
- 幅員 : 7.0 m（片側3.5 m）

## 道路の位置関係
近畿自動車道紀勢線
（大阪・和歌山方面） - E26 / E42 阪和自動車道 - E42 ※湯浅御坊道路 - E42 阪和自動車道 - E42 紀勢自動車道 - E42 ※すさみ串本道路 - E42 ※串本太地道路 - E42 ※那智勝浦新宮道路 - E42 ※新宮道路 - E42 ※新宮紀宝道路 - E42 ※紀宝熊野道路 - E42 ※熊野道路 - E42 ※熊野尾鷲道路 - E42 紀勢自動車道 - （津・名古屋方面）
※は高速自動車国道に並行する一般国道自動車専用道路を示す。

## 歴史
- 1990年（平成2年）12月 : 都市計画決定。
- 1992年（平成4年） : 14工区 新宮市三輪崎 - 那智勝浦IC間 (8.9km) 事業化。
- 1996年（平成8年） : 14工区 用地着手。
- 1998年（平成10年） : 14工区 工事着手。
- 2006年（平成18年） : 13工区 那智勝浦IC - 太地IC間 (6.3km) 事業化。
- 2008年（平成20年）3月30日 : 新宮市三輪崎 - 那智勝浦IC間 開通[3]。
- 2009年（平成21年） : 13工区 用地着手。
- 2010年（平成22年） : 13工区 工事着手。
- 2015年（平成27年）9月13日 : 那智勝浦IC - 市屋間 開通[4]。

## インターチェンジなど
- 全区間和歌山県内に所在。
- IC番号欄の背景色が■である区間は既開通区間に存在する。施設欄の背景色が■である区間は未開通区間または未供用施設に該当する。未開通区間の名称はすべて仮称である。
- 接続路線名の特記がないものは、市町道。

| IC 番号                                     | 施設名         | 接続路線名                        | 起点から の距離 | 備考                         | 所在地              |
| ------------------------------------------- | -------------- | --------------------------------- | --------------- | ---------------------------- | ------------------- |
| -                                           | 新宮市三輪崎   | 国道42号（現道）                  | 0.0             | 高森交差点で接続             | 新宮市              |
|                                             | 新宮IC         | E42 新宮道路                      |                 | 事業中。那智勝浦方面出入口。 | 新宮市              |
|                                             | 新宮南IC       |                                   | 2.1             |                              | 新宮市              |
|                                             | 那智勝浦IC     | 和歌山県道43号那智勝浦古座川線    | 8.9             |                              | 東牟婁郡 那智勝浦町 |
| -                                           | 那智勝浦町市屋 | 和歌山県道235号南平野下里停車場線 | 15.2            | 市屋ランプ交差点で接続       | 東牟婁郡 那智勝浦町 |
| E42 串本太地道路 和歌山・田辺方面（事業中） |                |                                   |                 |                              |                     |

## 主なトンネルと橋梁
| 区間                    | 数       | 数   | 名称                           | 長さ (m) | 備考                           |
| ----------------------- | -------- | ---- | ------------------------------ | -------- | ------------------------------ |
| 区間                    | トンネル | 橋梁 | 名称                           | 長さ (m) | 備考                           |
| 新宮市三輪崎 - 新宮南IC | 0        | 5    | 三輪崎橋                       | 69       |                                |
| 新宮市三輪崎 - 新宮南IC | 0        | 5    | 清水谷高架橋                   | 343      |                                |
| 新宮市三輪崎 - 新宮南IC | 0        | 5    | 佐野第一橋                     | 95       |                                |
| 新宮市三輪崎 - 新宮南IC | 0        | 5    | 佐野第二橋                     | 41       |                                |
| 新宮市三輪崎 - 新宮南IC | 0        | 5    | 佐野第三橋                     | 108      |                                |
| 新宮南IC - 那智勝浦IC   | 5        | 8    | 荒木川高架橋                   | 290      |                                |
| 新宮南IC - 那智勝浦IC   | 5        | 8    | 佐野トンネル                   | 480      |                                |
| 新宮南IC - 那智勝浦IC   | 5        | 8    | 木ノ川高架橋                   | 268      |                                |
| 新宮南IC - 那智勝浦IC   | 5        | 8    | 木ノ川トンネル                 | 884      |                                |
| 新宮南IC - 那智勝浦IC   | 5        | 8    | 長野川高架橋                   | 274      |                                |
| 新宮南IC - 那智勝浦IC   | 5        | 8    | 高津気（こうづけ）第一トンネル | 212      |                                |
| 新宮南IC - 那智勝浦IC   | 5        | 8    | 高津気第二トンネル             | 241      |                                |
| 新宮南IC - 那智勝浦IC   | 5        | 8    | 狗子ノ川（くじのかわ）第一橋   | 147      |                                |
| 新宮南IC - 那智勝浦IC   | 5        | 8    | 狗子ノ川第二橋                 | 40       |                                |
| 新宮南IC - 那智勝浦IC   | 5        | 8    | 川関トンネル                   | 1,652    | 那智勝浦新宮道路最長のトンネル |
| 新宮南IC - 那智勝浦IC   | 5        | 8    | 川関高架橋                     | 947      |                                |
| 新宮南IC - 那智勝浦IC   | 5        | 8    | 那智川橋                       | 75       | 那智勝浦ICの連絡道路           |
| 新宮南IC - 那智勝浦IC   | 5        | 8    | 井谷川橋                       | 19       | 那智勝浦ICの連絡道路           |
| 那智勝浦IC - 市屋       | 8        | 6    | 天満高架橋                     |          |                                |
| 那智勝浦IC - 市屋       | 8        | 6    | 天満トンネル                   | 409      |                                |
| 那智勝浦IC - 市屋       | 8        | 6    | 湯川第三トンネル               | 102      |                                |
| 那智勝浦IC - 市屋       | 8        | 6    | 湯川第二橋                     |          |                                |
| 那智勝浦IC - 市屋       | 8        | 6    | 湯川第二トンネル               | 280      |                                |
| 那智勝浦IC - 市屋       | 8        | 6    | 湯川第一橋                     |          |                                |
| 那智勝浦IC - 市屋       | 8        | 6    | 湯川第一トンネル               | 465      |                                |
| 那智勝浦IC - 市屋       | 8        | 6    | 橋ノ川第二橋                   |          |                                |
| 那智勝浦IC - 市屋       | 8        | 6    | 橋ノ川第一橋                   |          |                                |
| 那智勝浦IC - 市屋       | 8        | 6    | 二河トンネル                   | 428      |                                |
| 那智勝浦IC - 市屋       | 8        | 6    | 新二河橋                       |          |                                |
| 那智勝浦IC - 市屋       | 8        | 6    | 金剛院トンネル                 | 904      |                                |
| 那智勝浦IC - 市屋       | 8        | 6    | 市屋第二トンネル               | 419      |                                |
| 那智勝浦IC - 市屋       | 8        | 6    | 市屋第一トンネル               | 541      |                                |
| 合計                    | 13       | 19   |                                |          |                                |

（出典：、）

## 道路管理者
- 国土交通省近畿地方整備局 紀南河川国道事務所

## 車線・最高速度
| 区間                          | 車線 上下線=上り線+下り線 | 最高速度 |
| ----------------------------- | ------------------------- | -------- |
| 新宮市三輪崎 - 那智勝浦町市屋 | 2=1+1 （暫定2車線）       | 70 km/h  |

## 交通量
24時間交通量（台）　道路交通センサス
| 区間                    | 平成22（2010）年度 | 平成27（2015）年度 |
| ----------------------- | ------------------ | ------------------ |
| 新宮市三輪崎 - 新宮南IC | 09,832             | 11,880             |
| 新宮南IC - 那智勝浦IC   | 09,832             | 11,880             |
| 那智勝浦IC - 市屋       | 調査当時未開通     | 07,451             |

（出典：「平成22年度道路交通センサス」・「平成27年度全国道路・街路交通情勢調査」（国土交通省ホームページ）より一部データを抜粋して作成）

## その他
- 地元選出の衆議院議員であった二階俊博の強い影響力によって建設されていることから、報道などでは『二階バイパス』とも呼ばれている[10][11]。
- 2011年9月の台風12号では救援・復旧活動に大きな役割を果たした。